# Kanton Amboise
Kanton Amboise (francouzsky Canton d'Amboise) je francouzský kanton v departementu Indre-et-Loire v regionu Centre-Val de Loire. Tvoří ho 12 obcí.

## Obce kantonu
- Amboise
- Cangey
- Chargé
- Limeray
- Lussault-sur-Loire
- Montreuil-en-Touraine
- Mosnes
- Nazelles-Négron
- Pocé-sur-Cisse
- Saint-Ouen-les-Vignes
- Saint-Règle
- Souvigny-de-Touraine